# Incat Crowther 38
Incat Crowther 38 ist ein Typ von Schnellfähren, von dem zwölf Einheiten für die italienische Reederei Liberty Lines gebaut werden.

## Geschichte
Die Fähren des von Incat Crowther entworfenen Schiffstyps werden auf der spanischen Werft Astilleros Armon für die italienische Reederei Liberty Lines gebaut. Die erste Fähre der Serie wurde im Mai 2024 abgeliefert.
Zunächst waren neun Einheiten des Typs bestellt. Im Mai 2023 bestellte Liberty Lines drei weitere Einheiten des Typs. Die Fähren werden im Streckennetz von Liberty Lines zwischen Sizilien und den Liparischen bzw. Ägadischen Inseln sowie zwischen Triest und Slowenien bzw. Kroatien eingesetzt.

## Beschreibung
Die Schiffe sind mit einem Hybridantrieb aus Diesel- und Batterieantrieb ausgestattet. Sie verfügen über zwei MTU-Dieselmotoren des Typs 6V4000 M65L mit jeweils 2560 kW Leistung. Die mit SCR-Katalysatoren zur Reduktion von Stickoxiden ausgestatteten Motoren wirken über Untersetzungsgetriebe auf zwei Festpropeller. Die Schiffe erreichen eine Höchstgeschwindigkeit von 30 kn. Zusätzlich zum Antrieb mit zwei Dieselmotoren stehen zwei Danfoss-Elektromotoren mit jeweils 130 kW Leistung zur Verfügung. Diese werden aus Akkumulatoren mit einer Kapazität von 346 kWh gespeist. Der Elektroantrieb erlaubt eine Geschwindigkeit von 8 kn. Vollelektrisch können die Fähren für rund 30 Minuten betrieben werden. Dies ist für die Hafenanläufe und die Betriebszeit in den Häfen vorgesehen. Der Elektroantrieb kann auch zur Unterstützung des dieselmechanischen Antriebs auf See genutzt werden. Die Schiffe sind mit zwei elektrisch angetriebenen Bugstrahlrudern ausgestattet.
Die Dieselmotoren können auch mit hydriertem Pflanzenöl betrieben werden. Dies soll zur Reduzierung der CO2-Emissionen beitragen. Weiterhin sind die Motoren für einen späteren Betrieb mit Wasserstoff vorbereitet.
Für die Stromerzeugung für den Bordbetrieb und zum Laden der Akkumulatoren fungieren die Elektromotoren als Generatoren, die über die Getriebe von den Hauptmotoren mit jeweils rund 260 kW Leistung angetrieben werden. Zusätzlich stehen zwei von Dieselmotoren mit jeweils 100 kW Leistung angetriebene Generatoren zur Verfügung. Die Akkumulatoren können auch im Hafen mit Landstrom geladen werden.
An Bord stehen auf zwei Decks Aufenthaltsräume für die Passagiere zur Verfügung. Auf dem Hauptdeck stehen 166 Sitze und ein Kiosk, auf dem darüber liegenden Deck 85 Sitze zur Verfügung. Im hinteren Bereich der beiden Decks befinden sich offene Decksbereiche.

## Schiffe
| Incat Crowther 38 | Incat Crowther 38 | Incat Crowther 38  |
| Bauname           | IMO-Nummer        | Ablieferung        |
| ----------------- | ----------------- | ------------------ |
| Vittorio Morace   | 9979826           | 17. Mai 2024       |
| Cristina M        | 9979838           | 5. Juni 2024       |
| Gennaro C.G.      | 9979840           | 10. Juli 2024      |
| Ferdinando Morace | 9979852           | 27. September 2024 |
| Alessandro Morace | 9979864           | 29. November 2024  |

Die Schiffe werden teilweise unter italienischer Flagge mit Heimathafen Palermo und teilweise unter portugiesischer Flagge mit Heimathafen Madeira betrieben.